# Кишпельт
Кишпельт (люкс. Kiischpelt, фр. Kiischpelt) — коммуна в Люксембурге, располагается в округе Дикирх. Коммуна Кишпельт является частью кантона Вильц. В коммуне находится одноимённый населённый пункт.
Население составляет 964 человек (на 2008 год), в коммуне располагаются 388 домашних хозяйств. Занимает площадь 33,58 км² (по занимаемой площади 14 место из 116 коммун). Наивысшая точка коммуны над уровнем моря составляет 498 м. (25 место из 116 коммун), наименьшая 241 м. (52 место из 116 коммун).
В Кишпельте находится единственное пересечение меридиана с параллелью (50° N — 6° E) в Люксембурге. В этой точке установлена метка Kiischpelter Sonnenkreis (Кишпельтский солнечный круг).

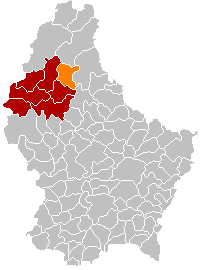
Оранжевый цвет — коммуна Кишпельт, красный — кантон Вильц.